# COVID-19-Pandemie in der Ukraine

Anzahl der bestätigten Fälle pro Region:
150+ confirmed cases
70–149 bestätigte Fälle
30–69 bestätigte Fälle
10–29 bestätigte Fälle
4–9 bestätigte Fälle
1–3 bestätigte Fälle

Die COVID-19-Pandemie in der Ukraine trat seit Anfang März 2020 als regionales Teilgeschehen des weltweiten Ausbruchs der Atemwegserkrankung COVID-19 auf und beruht auf Infektionen mit dem Ende 2019 neu aufgetretenen Virus SARS-CoV-2 aus der Familie der Coronaviren. Die COVID-19-Pandemie breitet sich seit Dezember 2019 von der chinesischen Metropole Wuhan, Provinz Hubei ausgehend aus. Ab dem 11. März 2020 stufte die Weltgesundheitsorganisation (WHO) das Ausbruchsgeschehen des neuartigen Coronavirus als Pandemie ein.
Die Pandemie hat die Ukraine nachweislich erreicht, als der erste Fall in einer Klinik der Oblast Tscherniwzi am 3. März 2020 bestätigt wurde.
Als Reaktion auf die Ausbreitung des Coronavirus in der Ukraine wurde am 20. März 2020 in den Oblasten Kiew, Tscherniwzi, Schytomyr, Dnipropetrowsk, Iwano-Frankiwsk und in der Stadt Kiew der Notstand ausgerufen.

## Verlauf

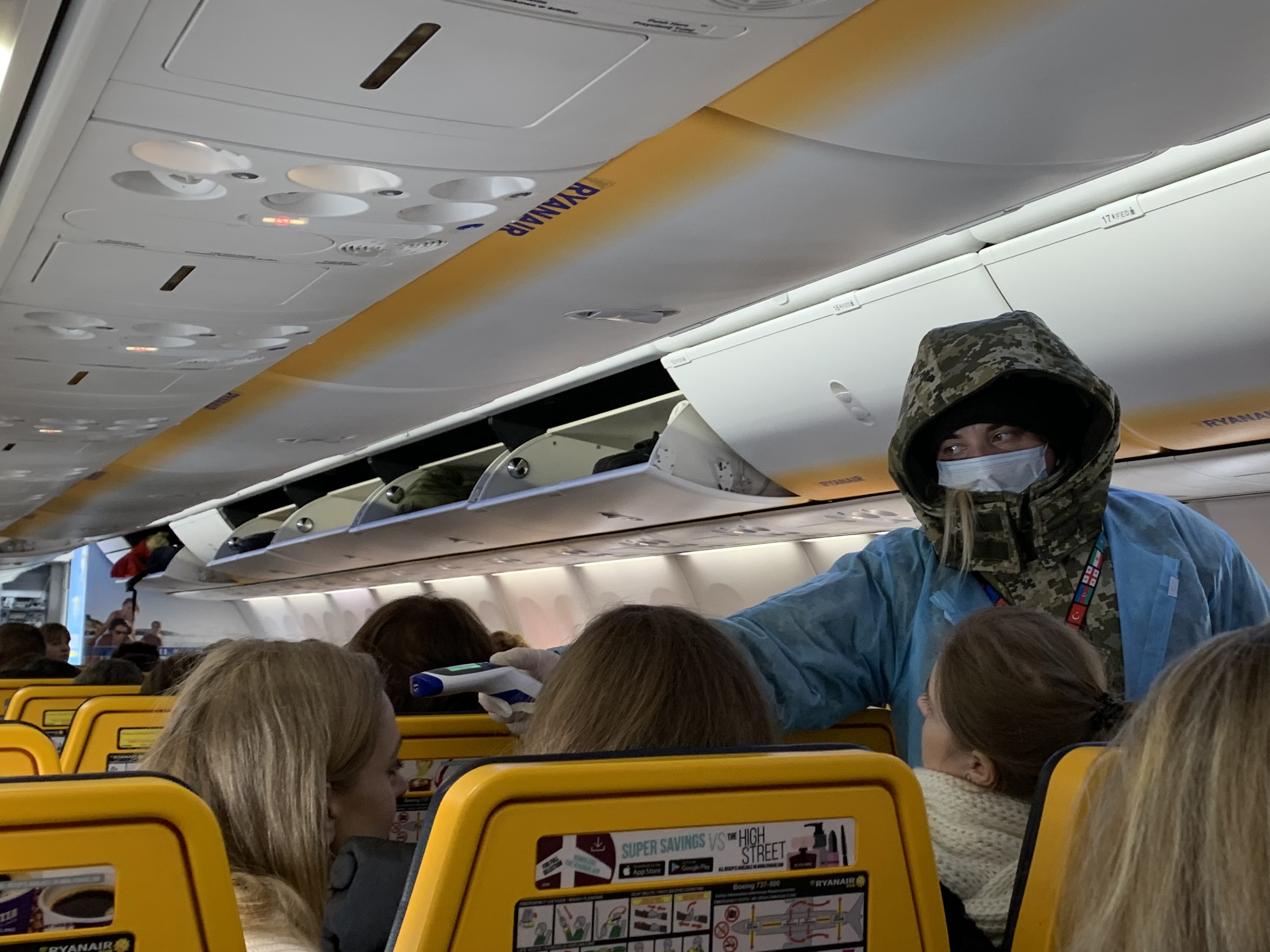
Personal überwacht die Körpertemperatur der Passagiere an Bord eines Flugzeugs am internationalen Flughafen Kiew-Boryspil

Am 27. Januar 2020 gab SkyUp, eine ukrainische Niedrigpreis-Charterfluggesellschaft, bekannt, dass sie die Flüge nach Sanya in der chinesischen Provinz Hainan bis März einstellt.
Am 4. Februar stellte Ukraine International Airlines ihren Charterflugverkehr zum Flughafen Sanya in Hainan ein. Zunächst sollte die Aussetzung bis zum 24. Februar dauern, obwohl die Fluggesellschaft bis jetzt noch nicht mitgeteilt hatte, dass sie ihre Flüge wieder aufnehmen wird.
Am 24. Februar sollten der Flughafen Kiew-Boryspil und der Flughafen Kiew-Schuljany thermische Kontrollverfahren für Reisende aus Italien einführen, aber das Personal war entweder nicht ausreichend mit Wärmekameras ausgestattet oder ignorierte das Protokoll.
Am 3. März gab die Ukraine ihren ersten bestätigten SARS-CoV-2-Fall bekannt. Es handelte sich um einen Mann, der per Flugzeug von Italien nach Rumänien gereist war und dann mit dem Auto in der Ukraine ankam.
Am 12. März wurden zwei weitere SARS-CoV-2-Fälle in der Ukraine bestätigt. Die Diagnose wurde bei einem Mann in der Oblast Czernowitz, dessen Frau vor kurzem aus Italien gekommen war, und bei einer älteren Frau in der Oblast Schytomyr, die am 1. März aus Polen zurückgekehrt war, bestätigt. Die 71-jährige Frau aus Radomyschl, Oblast Schytomyr, starb am 13. März und wurde damit zum ersten tödlichen Fall im Land.
Am 16. März wurden zwei neue Fälle in der Oblast Czernowitz und zwei weitere in Kiew bestätigt. In Kiew war eine der betroffenen Personen eine Studentin, die die infizierte Frau in der Region Schytomyr kontaktiert hatte, während die andere Frau aus Frankreich zurückgekehrt war.
Am 17. März wurden in der Oblast Czernowitz sechs weitere Fälle bestätigt, die alle mit dem zuvor bekannten Fall Kontakt hatten, darunter auch die 33-jährige Frau, die gestorben war. Es wurden die ersten Fälle von infizierten Kindern gemeldet. Ein Fall wurde in der Oblast Kiew bestätigt. Es handelte sich um einen Mann, der vor kurzem aus dem Ausland gekommen war und der sich später als Volksvertreter der Ukraine herausstellte.
Am 18. März erklärte der ukrainische Parlamentsabgeordnete Serhij Schachow, dass er SARS-CoV-2 positiv sei, nachdem er dies am Tag zuvor abgestritten hatte. Die Kyiv Post zählte Schachow zu den insgesamt 14 Personen in der Ukraine mit Laborbestätigungen über eine positive Testung auf SARS-CoV-2.
Ab dem 18. März wurde in der Ukraine der Eisenbahn-, Luft- und Busverkehr sowie der Personen- und Fernverkehr eingestellt, und in Charkiw, Dnipro und Kiew wurden die U-Bahnen geschlossen.
Später an diesem Tag wurden zwei neue Fälle gemeldet: der zweite für die Oblast Kiew (die Frau des zuvor gemeldeten Mannes) und der erste für die Oblast Donezk (ein 52-jähriger Mann, der Ägypten besucht hatte).
Am 19. März wurde der dritte Fall in Kiew für eine aus der Schweiz zurückgekehrte Person bestätigt, und der zweite Fall in der Oblast Schytomyr für einen aus Österreich zurückgekehrten 56-jährigen Mann aus Schytomyr. Am selben Tag wurden die ersten Fälle in der Oblast Iwano-Frankiwsk und in der Oblast Dnipropetrowsk gemeldet, außerdem wurden 5 neue Fälle in der Oblast Czernowitz gemeldet, wodurch sich die Gesamtzahl der Infizierten in der Ukraine auf 26 erhöhte.
Am 20. März wurde der erste Fall der Genesung von COVID-19 bei einem Mann in Czernowitz gemeldet, der die erste infizierte Person des Landes war. Am selben Tag wurden 15 neue positive Tests auf COVID-19 in der gesamten Ukraine bestätigt: Oblast Tscherniwzi (10 weitere Fälle), Oblast Lwiw (59-jähriger Arzt, der aus Deutschland zurückgekehrt war), Oblast Iwano-Frankiwsk (1 Fall), Oblast Charkiw (1 Fall), Oblast Kiew (1 Fall), Oblast Ternopil (1 Fall). Die Gesamtzahl der COVID-19-Fälle in der Ukraine erhöhte sich dadurch auf 41 (der Fall aus der Oblast Charkiw, bei dem eine Frau in Kiew diagnostiziert und behandelt wurde, wurde am 21. März von der Statistik für Charkiw auf die Statistik für Kiew übertragen).
Am 21. März betrug die Zahl der bestätigten Fälle in der Ukraine laut Gesundheitsministerium 47. In Kiew wurden sechs oder sieben neue Fälle bestätigt, so dass sich die Gesamtzahl auf zehn erhöhte (acht davon hatten sich im Ausland angesteckt). In der Oblast Donezk wurde der erste Fall eines Coronavirus registriert und der Notstand in der Oblast ausgerufen. Der erste Patient in Luzk und auf der besetzten Krim wurde bestätigt. Am Ende des Tages gab es auf der besetzten Krim und in Sewastopol 417 Personen, die im Verdacht standen, das Coronavirus zu haben.
Am 23. März um 10.00 Uhr gab es in der Ukraine 73 bestätigte Fälle. In den vorangegangenen 24 Stunden waren 26 neue Fälle bestätigt worden.
Bis zum 24. März um 10.00 Uhr wurden in der Ukraine in den vorangegangenen 24 Stunden 11 neue Fälle bestätigt, so dass sich die Gesamtzahl der bestätigten Fälle auf 84 erhöht hat. Diese Zahl wurde später auf 97 bestätigte Fälle erhöht. Der Leiter der staatlichen Verwaltung der Oblast Czernowitz, Serhij Osachuk, sagte, dass in der Oblast Czernowitz 13 neue Fälle der Krankheit bestätigt worden seien. Zurzeit gibt es 38 Infizierte im ukrainischen Teil der Bukowina.
Am 25. März um 10.00 Uhr teilte das Gesundheitsministerium mit, dass in den vergangenen 24 Stunden 29 neue Fälle in der Ukraine bestätigt wurden, womit sich die Gesamtzahl der bestätigten Fälle auf 113 erhöht. Dazu gehörten der erste Fall in der Oblast Wolyn, die ersten beiden Fälle in der Oblast Saporischschja, zwei weitere Fälle in Kiew, sieben weitere in der Oblast Kiew, der erste Fall in der Oblast Luhansk, der erste Fall in der Oblast Odessa, zwei weitere Fälle in der Oblast Ternopil und die 13 neuen Fälle in der Oblast Czernowitz, über die am Vortag in den Medien berichtet worden war. Eine Person in der Oblast Ternopil starb an der Krankheit.
Am 26. März um 10.00 Uhr teilte das Gesundheitsministerium mit, dass in den vergangenen 24 Stunden 43 neue Fälle in der Ukraine bestätigt wurden, womit sich die Gesamtzahl der bestätigten Fälle auf 156 beläuft. Eine Person in der Oblast Iwano-Frankiwsk starb an der Krankheit.
Am 27. März um 10.00 Uhr gab das Ministerium bekannt, dass in den vergangenen 24 Stunden 62 weitere Fälle in der Ukraine bestätigt wurden, so dass sich die Gesamtzahl der bestätigten Fälle auf 218 beläuft. Drei weitere Patienten aus Czernowitz hatten sich von der Krankheit erholt. Damit stieg die Zahl der Genesenden auf vier: drei Erwachsene und ein Kind. Wiederholte Labortests zeigten keine Spuren des Virus, und ein weiterer Polymerase-Kettenreaktionstest (PCR) hatte zweimal hintereinander eine negative Reaktion gezeigt.
Am 28. März um 10.00 Uhr gab das Ministerium bekannt, dass in den vergangenen 24 Stunden 93 weitere Fälle in der Ukraine bestätigt wurden, so dass sich die Gesamtzahl der bestätigten Fälle auf 311 erhöht hat. Drei weitere Menschen seien gestorben, so dass sich die Gesamtzahl auf acht erhöht habe. Eine weitere Person hatte sich erholt, womit sich die Gesamtzahl auf fünf erhöhte (vier Erwachsene und ein Kind). In allen Teilen der Ukraine, mit Ausnahme der Oblast Kirowohrad, wurden Fälle gemeldet.
Seit dem 6. April gilt eine Ausgangssperre für über 60-Jährige. Diese dürfen nur noch das Haus verlassen, wenn sie allein leben. Dabei dürfen sie sich nicht mehr als 2 Kilometer von ihrem Wohnort entfernen.
Im September 2020 machten sich trotz Lockdowns und entgegen der Bitten beider Regierungen chassidische Juden aus Israel auf, um nach Uman zu pilgern. Mehrere hundert strandeten an der Grenze zur Ukraine auf dem Gebiet von Belarus, weil ihnen die ukrainische Regierung die Einreise verweigerte.
Bis zum 27. Juni 2021 erkrankten in Kiew 213.370 Menschen an COVID-19. Bis zu diesem Zeitpunkt erholten sich 204.239 Menschen von der Krankheit und 5190 starben in Verbindung mit dieser.
Seit dem 1. Dezember 2020 fallen die Zahlen zu Neuinfektionen und Todesfällen. Eine von der Laborkette Sinewo im Januar 2021 durchgeführte Antikörper-Studie ergab, dass sich je nach Region bereits 44 % bis 60 % der Bevölkerung infiziert haben. Im Oktober 2020 waren es noch 33 % und im Juli 2020 9 %.

## Besonderheiten in der Statistik
Obwohl es in Sewastopol und der Autonomen Republik Krim Fälle gibt, wurden sie bisher nicht in den täglichen Aktualisierungen des ukrainischen Gesundheitsministeriums aufgeführt.

## Statistik
Die Fallzahlen entwickelten sich während der COVID-19-Pandemie in der Ukraine wie folgt:

### Infektionen

Bestätigte Infizierte in Ukraine nach Daten der WHO. Oben kumuliert, unten Tageswerte

### Todesfälle

Bestätigte Todesfälle in Ukraine nach Daten der WHO. Oben kumuliert, unten Tageswerte